# Lisia Góra (Dygowo)
Lisia Góra (deutsch Fuchsberg) ist ein Wohnplatz in der Woiwodschaft Westpommern in Polen. Er gehört zur Gmina Dygowo (Landgemeinde Degow) im Powiat Kołobrzeski (Powiat Kolberg).

## Geographische Lage
Der Wohnplatz liegt in Hinterpommern, etwa 110 Kilometer nordöstlich von Stettin und etwa 15 Kilometer südöstlich von Kołobrzeg (Kolberg). 
Die nächsten Nachbarorte sind im Westen das Dorf Dygowo (Degow), im Nordosten das Dorf Gąskowo (Ganzkow) und im Südosten der Wohnplatz Pyszka (Peuske). Im Süden verläuft in West-Ost-Richtung die Woiwodschaftsstraße 163, deren Verlauf hier der ehemaligen Reichsstraße 124 entspricht. Im Norden liegt die Bahnstrecke Szczecinek–Kołobrzeg, die ehemalige Hauptbahn Belgard–Kolberg. 

## Geschichte
Der Wohnplatz ist nach 1860 entstanden, als das Dorf Degow sich zu einem Handwerkerdorf entwickelte und Bauern ihre Höfe aus dem Dorfkern in die Feldmark des Dorfes verlegten. Der Ortsname „Fuchsberg“ wurde von einem gleichnamigen Waldstück übernommen, das weiter östlich am Peuskebach lag. Vor 1945 bestanden sieben Hofstellen („Ausbauten“). 
Vor 1945 lag Fuchsberg in der Landgemeinde Degow im Kreis Kolberg-Körlin der preußischen Provinz Pommern. Es wurde aber nicht als eigener Wohnplatz geführt.
1945 kam Fuchsberg, wie ganz Hinterpommern, an Polen. Die Bevölkerung wurde vertrieben. Der Ortsname wurde als Lisia Góra ins Polnische übersetzt.